# Raisa Musina
Raisa Aleksandrowna Musina (ros. Раиса Александровна Мусина; ur. 31 marca 1998 w Moskwie) – rosyjska koszykarka występująca na pozycjach silnej skrzydłowej oraz środkowej, obecnie zawodniczka Dinama Kursk.
12 lipca 2016 została zawodniczką CCC Polkowice.
20 lutego 2020 podpisała umowę z Las Vegas Aces.
26 lipca 2020 dołączyła do rosyjskiego Dinama Kursk.

## Osiągnięcia
Stan na 9 sierpnia 2020, na podstawie, o ile nie zaznaczono inaczej.
Drużynowe
- Mistrzyni:
  - Euroligi (2018, 2019)
  - Rosji (2018, 2019)
- Brązowa medalistka mistrzostw Polski (2017)[6]
- Zdobywczyni pucharu Rosji (2019)
- Finalistka pucharu Rosji (2015, 2016, 2020)
- Uczestniczka rozgrywek:
  - Euroligi (od 2016)
  - Eurocup (2014–2016)

Indywidualne
(* – nagrody przyznane przez portal eurobasket.com)
- Zaliczona do*[1]:
  - I składu zawodniczek krajowych PBL (2016)
  - honorable mention rosyjskiej ligi PBL (2016)
- Liderka PLKK w skuteczności rzutów za 3 (2017)[7]

Reprezentacja
- Mistrzyni Europy U–16 (2014)
- Wicemistrzyni świata U–19 (2015)
- Brązowa medalistka mistrzostw Europy:
  - U–18 (2015, 2016)
  - U–20 (2016)
- Uczestniczka:
  - mistrzostw Europy U–16 (2013 – 6. miejsce, 2014)
  - kwalifikacji do mistrzostw Europy (2016/17)
- Zaliczona do I składu:
  - mistrzostw świata U–19 (2017)
  - Eurobasketu:
    - U–18 (2015, 2016)
    - U–20 (2016)
- Liderka:
  - strzelczyń Eurobasketu U–18 (2016)
  - w zbiórkach Eurobasketu:
    - U–18 (2016)
    - U–20 (12,6 – 2016)[8]